# Moara lui Călifar (nuvelă)

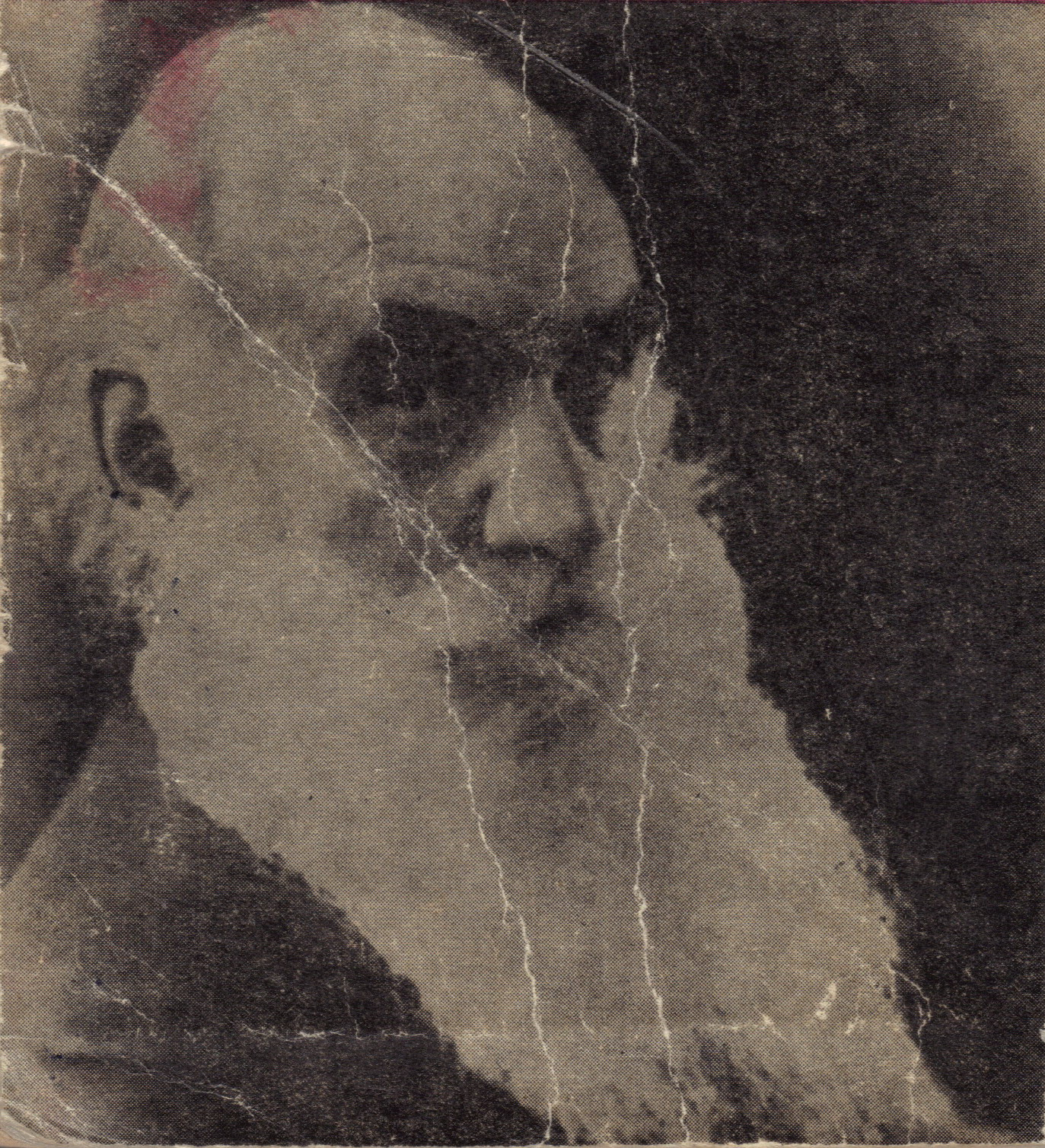
Gala Galaction, autorul nuvelei

Moara lui Călifar este o nuvelă fantastică scrisă de Gala Galaction. A fost publicată prima dată la 25 martie 1902 în revista Literatură și artă română semnată cu numele său real Grigore Pișculescu.
Nuvela începe cu descrierea morii lui Călifar (cea din titlu). Moara este prezentată ca fiind sub semnul maleficului, ca un loc demonizat. Nicio persoană în viață nu a văzut vreodată moara funcționând, astfel încât oamenii credeau că este folosită pentru nevoile Satanei.
Evenimentele supranaturale din nuvelă primesc la sfârșit o explicație rațională.

## Ecranizare
Moara lui Călifar a fost ecranizată în  1984 de Șerban Marinescu. În rolurile principale au jucat actorii Vasile Nițulescu ca Teofil,  Andrei Finți ca Rovin,  Petre Tanasievici ca Burtan și  Dan Condurache  ca Nicodim. Scenariul filmului a fost realizat de  Valeriu Drăgușanu, Radu Aneste Petrescu și Petru Maier Bianu.

## Legături externe
- Ispita erotică la Gala Galaction, Teodora-Alina Roșca, Observator cultural, nr. 918 din 20 aprilie 2018

## Vezi și
- 1903 în literatură